# Pilar Lucio
María del Pilar Lucio Carrasco, née le 11 octobre 1972, est une femme politique espagnole membre du Parti socialiste ouvrier espagnol (PSOE).
Elle est élue députée de la circonscription de Cáceres lors des élections générales de novembre 2011.

## Biographie

### Vie privée
Elle est mariée et mère de trois enfants.

### Profession
María del Pilar Lucio Carrasco est titulaire d'une licence en sciences politiques et sociologie, d'un master en consultation stratégique pour les entreprises et organisations. Elle prépare un doctorat en gouvernement et administration publique.

### Activités politiques
Elle est conseillère à l'Égalité et à l'Emploi à la Junte d'Estrémadure entre 2007 et 2011.
Le 20 novembre 2011, elle est élue députée pour Cáceres au Congrès des députés.
Au Congrès, elle est porte-parole de la commission permanente chargée de l'industrie, du tourisme et de l'énergie. Elle est membre suppléante de la députation permanente. Après avoir présenté sa candidature au poste de membre du Conseil de sécurité nucléaire (CSN), celle-ci est validée par le Congrès des députés. Le conseil des ministres du 29 mars 2019 entérine la nomination.